# 妹尾
妹尾（せのお）は、岡山県岡山市南区にある大字である。旧都窪郡妹尾町域にあたる妹尾地域センターの管轄内で、同地の中心的な地域である。また岡山市立妹尾小学校・岡山市立妹尾中学校の学区内であり、連合町内会・コミュニティ協議会の区域は妹尾で、同学区はおおむね妹尾の一大字のみで構成される。江戸時代には妹尾知行所の陣屋が置かれ、その陣屋町として、また金比羅往来沿線の在郷町として繁栄した。
郵便番号は、701-0205（妹尾郵便局管区）。人口は9366人（男性4502人、女性4864人）、世帯数は4033世帯（平成30年7月現在）。
なお、小学校・中学校区は、妹尾北部の引舟・大倉・高尾の各小字は隣接の福田学区となる。

## 概要
市域南西部に位置し、丘陵とその南の平地からなる。岡山から当地を経て早島・倉敷へ至る県道周辺に市街を形成している。
江戸時代に海域を失ってからは、イグサの一大生産地のひとつとなり、同時に花筵・畳表・ゴザなどのイグサ加工製品も主要産物とした。これは昭和中期まで続くも、岡山市近郊のベッドタウンとして住宅造成が盛んに行われたことにより農地が激減し、イグサ関連産業は衰退の一途を辿り、逆に人口は激増した。これに伴い、近郊型商店が出店するようになる。また機械類や食料品の生産業者も増加した。
妹尾は、桃山時代あたりから日蓮宗の盛行した地で「妹尾千軒みな法華」とよばれるほどであった。現在も盛隆寺・智応院・浄園院・善立院・安祥院・観行院などの日蓮宗寺院が多数所在する。町をあげての日蓮宗関連の宗教行事も盛大に行われる。

## 沿革

### 歴史
もとは島嶼であった早島丘陵の南東にあった、吉備穴海に面する古い海浜の漁業集落であった。古代には備中国都宇郡撫河郷の一部であったといわれる。その後、島嶼は陸続きとなるものも、当地は沿岸部として存続し漁業が続けられた。源平時代には、妹尾太郎兼康が平清盛に信頼を得て、三備地方の管領となったとき、当地の須浜の丘に居館を設け、瀬戸内海における平氏方の有力な拠点をつくった。また、当地の北部の海域を開発（現在の福田地区あたり。古くは福田も妹尾の一部であった）し、当時は現総社市湛井付近で東西にわかれた高梁川の、その東派川が当地の北部あたりで海に出ていたのを利用して、灌漑用水を整備（のちの十二箇郷用水の基礎）した。妹尾氏の特に殖産方面における功績により、妹尾氏の姓が当地の地名として残ったともいわれる（他説あり）。
江戸時代になると、高松に陣屋を構えた、宇喜多氏元家臣の旗本花房氏の所領（高松知行所）となった。ついで庭瀬藩戸川氏の分家にあたる旗本戸川氏の所領（4500石）に移り、当地に陣屋が設けられ、領地（妹尾知行所）の支配が行われた。当地は東磯と西磯に分けられ、当地を通過した街道の金比羅往来周辺に陣屋町を形成した。東磯には和田一丁目・児島町・城本町・旧屋敷・畑中町・峯谷町・中村町・仁王町・八千寺町、また西磯には白浜町・大前町・抱屋町・同前町・中前町・南之町・西之町・角田町などの町筋があった。その北部には大倉・高尾などの集落があった。石高は妹尾東磯・西磯あわせて1330石、東磯・西磯のどちらにも大庄屋が・年寄が存在した。
文政2〜6年にかけて妹尾南面の海域一帯が干拓されて興除新田が造成されると、海を失ったことにより、いままで水産にたずさわっていた妹尾住民の生業に大きな変動を来たした。多くの漁業水産者は農家に転身し、残った水産者は狭くなった児島湾（かつての吉備穴海）に漁業権を持ち、一部近郊農家の顧客等により栄え、後世に及んだ。農家に転身したものは、米の他、イグサの栽培が盛んとなった（詳細後述）。
明治になると、明治9年10月31日に妹尾東磯・妹尾西磯を統合して単一の妹尾村とし、同22年に町村制施行を受けて行政村としての妹尾村を設置。同29年2月26日には町制移行して妹尾町に改称。同33年の郡統合により都宇郡から都窪郡に郡が変わり、同35年4月1日に西隣の箕島村と合併。新たなる妹尾町を新設し、同町の大字妹尾となり当地に役場を構えた。
明治43年には国鉄宇野線が開通。当地に妹尾駅と備中箕島駅が設置される予定であったが、妹尾駅は水溝を隔てた南隣の児島郡興除村東畦の地に置かれた。しかし当地との境界地であり、妹尾市街に近い位置であったため妹尾駅の名称が用いられ、利用者の多くも当地住民であった。大正2年の同駅の1日平均乗客は、上り752人、下り741人で、宇野線主要駅の早島・茶屋町両駅よりも多かった。
妹尾町はその後長期にわたり町域に変化がなかったが、昭和46年に岡山市に編入合併した。
平成22年には岡山市の政令指定都市移行を受け、行政区（南区）が設置された。

### 地名の由来
諸説あるが、海岸・浅瀬・水辺を意味する「瀬」と末端を意味する「尾」が地名の由来ともいわれる。沿岸時代北側（撫川方面）から続いた海岸・浅瀬の最も海側に位置する地域であったとされる。
それとは別に、妹尾兼康により開発された地域であることから、妹尾氏の名に由来して地名が生まれたされる説もある。

## 地勢
河川
- 妹尾川
- 海老川
- 二番川

山岳
- 早島丘陵

## 産業・特産
- 米
- イグサ - 現在は衰退
- 畳表・ゴザなどのイグサ製品 - 現在は衰退

## 名所・旧跡
- 妹尾陣屋跡
  - 妹尾陣屋井戸
- 須浜城址
- 栗村神社
- 御崎神社
- つちえの井戸

## 交通
鉄道
- JR宇野線（瀬戸大橋線） - 当地に駅は無い（妹尾駅は東畦に所在）

道路
- 国道2号岡山バイパス
- 岡山県道21号岡山児島線
- 岡山県道151号妹尾吉備線
- 岡山県道152号倉敷妹尾線
- 岡山県道175号妹尾停車場線
- 岡山県道267号藤田妹尾線